# Karl Unger
Pour les articles homonymes, voir Unger.
Karl Unger (né en 1782 à Lissa, électorat de Saxe mort le 28 mars 1835 à Königsberg) est un médecin prussien et le premier professeur de chirurgie à l'Université de Königsberg .

## Biographie
Issu d'une famille juive pauvre, Unger étudie la médecine dans de mauvaises conditions à Leipzig et Halle. Après avoir obtenu son doctorat en philosophie et médecine à Halle, il travaille comme assistant de Christoph Wilhelm Hufeland à Berlin. En 1813/14, il participe aux guerres napoléoniennes en tant que médecin-chef de l'armée prussienne, où il reçoit la croix de fer. En 1815, il accepte l'appel de l'Albertina à la nouvelle chaire pour la chirurgie. Unger met en place une clinique chirurgicale-ophtalmologique, qu'il dirige avec la clinique de santé mentale de manière exemplaire. Il est le seul professeur de l'université de Königsberg à avoir renoncé aux frais de scolarité (prescrits). Pour son travail dans la lutte contre l'épidémie de choléra, il reçoit l'ordre de l'Aigle rouge de 4e classe.
Au semestre d'hiver de 1823/24 et au semestre d'hiver de 1833/34, il est prorecteur de l'Université de Königsberg.
Il décède des effets à long terme d'une infection qu'il a contractée lors d'une autopsie. Le deuxième volume de ses «Contributions à la clinique de chirurgie» reste inachevé. Il a dédié le premier volume à son professeur Hufeland.

## Sources
- Nouvelle nécrologie des Allemands (1835)